# Chambéry Savoie Mont Blanc Handball
Chambéry Savoie Mont Blanc Handball ist ein französischer Handballverein aus Chambéry.

## Geschichte
Im Jahr 1983 fusionierten die beiden Clubs „Stade Olympique Chambéry“ und „A.E.Bissy“ zum
„Chambéry Handball Club“. Die Vereinsfarben waren damals noch Rot und Weiß. 1990 teilte sich der Club in eine Frauen- und eine Männerabteilung, wobei letztere die Strukturen von „Stade Olympique Chambéry“ beibehielt. 1993 stieg der Verein in die 2. und 1994 in die 1. Liga auf. Die Vereinsfarben wurden zu Schwarz und Gelb geändert. Ab 2002 spielte er unter dem Namen „Chambéry Savoie HB“, seit 2016 unter „Chambéry Savoie Mont Blanc Handball“.

## Erfolge
- Französischer Meister: 2000/01
- Französischer Pokalsieger: 2018/19
- Französischer Ligapokalsieger: 2001/02
- Trophée des champions: 2013/14
- Champions-League-Teilnehmer: 2001/02, 2003/04, 2006/07, 2008/09, 2009/10, 2011/12, 2012/13
- EHF-Pokal-Teilnehmer: Halbfinale 2015/16

## Bekannte ehemalige Spieler
- Gerdas Babarskas
- Xavier Barachet
- Edin Bašić
- Damir Bičanić
- Cédric Burdet
- Laurent Busselier
- Gábor Császár
- Cyril Dumoulin
- Yann Genty
- Benjamin Gille
- Bertrand Gille
- Guillaume Gille
- Guillaume Joli
- Fahrudin Melić
- Volker Michel
- Niko Mindegía
- Quentin Minel
- Eduard Moskalenko
- Laurent Munier
- Daniel Narcisse
- Timothey N’Guessan
- Alix Kévynn Nyokas
- Cédric Paty
- Nikola Portner
- Jackson Richardson
- Melvyn Richardson
- Mickaël Robin
- Bertrand Roiné
- Seufyann Sayad
- Vlado Šola
- Stéphane Stoecklin
- Benoît Varloteaux
- Nenad Vučković

## Bisherige Trainer
- Rudi Bertsch
- Mario Cavalli
- Philippe Gardent (1996 bis 2012)
- Mario Cavalli (2012 bis Oktober 2014)
- Jackson Richardson (Oktober bis November 2014)
- Ivica Obrvan (November 2014 bis März 2018)
- Laurent Busselier (April 2018 bis Juni 2018)
- Érick Mathé (2018 bis Saisonende 2023/24)
- Asier Antonio Marcos (ab Saison 2024/25)